# (2036) Sheragul
(2036) Sheragul (1973 SY2) – planetoida z pasa głównego asteroid okrążająca Słońce w ciągu 3,36 lat w średniej odległości 2,24 au. Odkryta 22 września 1973 roku.